# Col·locació de quilla

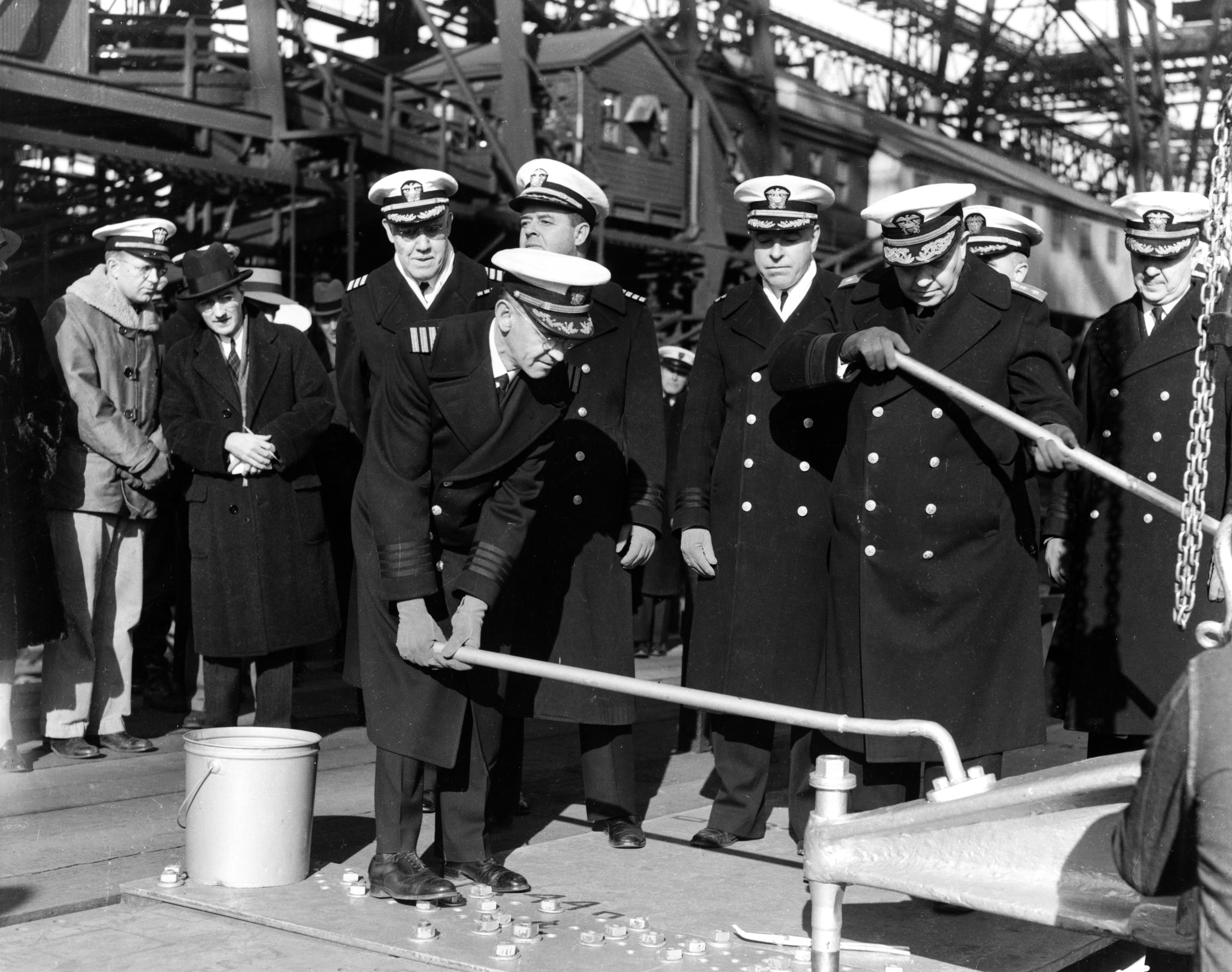
Posada del primer rebló o "reblo daurat" durant la posada de la quilla del USS Missouri, 1941

La posada de la quilla o la posada és el reconeixement formal de l'inici de la construcció d'un vaixell. Sovint es marca amb una cerimònia a la qual assisteixen dignataris de l'empresa de construcció naval i els propietaris finals del vaixell.
La posada de quilla és un dels quatre esdeveniments especialment celebrats en la vida d'un vaixell; els altres són l'avarament, l'assignació i el desmantellament.
En èpoques anteriors, l'esdeveniment reconegut com la col·locació de la quilla era la col·locació inicial de la fusta central que constituïa la columna vertebral d'un vaixell, anomenada quilla. A mesura que els vaixells d'acer van substituir els de fusta, la fusta central va donar pas a una biga central d'acer.
Els vaixells moderns es construeixen més habitualment en una sèrie de seccions completes de casc prefabricades en lloc d'una sola quilla. L'esdeveniment reconegut com a col·locació de quilla és la primera unió de components modulars, o la baixada del primer mòdul al seu lloc al moll de l'edifici. Ara s'anomena sovint "autenticació de quilla" i és l'inici cerimonial de la vida del vaixell, tot i que alguns mòduls poden haver-se iniciat mesos abans d'aquesta etapa de construcció.

## Tradicions
Es diu que les tradicions relacionades amb la quilla de l'època dels vaixells de fusta porten sort al vaixell durant la construcció i al capità i la tripulació durant la seva vida posterior. Inclou col·locar una moneda recent encunyada sota la quilla i construir el vaixell sobre ella, fer que l'aprenent més jove col·loqui la moneda i, quan s'hagi acabat el vaixell, lliurar als propietaris el bloc de roure sobre el qual es posa la quilla. La tradició de la col·locació de monedes deriva del costum de posar monedes sota el pal i es creu que es remunta a l'antiga Grècia o l'antiga Roma i es destinava per "pagar al barquer" per traslladar les ànimes dels morts a través del riu Estix si el vaixell s'enfonsava.

### Tradicions de la Marina dels Estats Units
La primera fita en la història d'un vaixell és la cerimònia generalment senzilla que marca la col·locació de la quilla. Les invitacions per a la cerimònia les emeten els funcionaris de la drassana, i la cerimònia la dirigeixen ells. El constructor pot ser el comandant d'una drassana naval o el president d'una empresa privada. El nom potencial del vaixell, sense el "USS", s'esmenta a la invitació, si es coneix; en cas contrari, el seu tipus i número es donen, per exemple, DD 2217. Per als submarins, no tenen una quilla per col·locar, en canvi, les inicials del patrocinador del vaixell es solden a una placa d'acer durant la cerimònia. La placa es muntarà en un lloc d'honor del submarí un cop construït.